# Noah's Ark (album)
Noah's Ark è il secondo album discografico del duo musicale statunitense CocoRosie, pubblicato nel settembre 2005 dalla Touch and Go Records. Al disco hanno collaborato tra gli altri Antony Hegarty e Devendra Banhart.

## Tracce
1. K-Hole – 4:10
2. Beautiful Boyz – 4:37
3. South 2nd – 4:09
4. Bear Hides and Buffalo – 4:14
5. Tekno Love Song – 3:54
6. The Sea Is Calm – 3:39
7. Noah's Ark – 4:13
8. Milk – 0:34
9. Armageddon – 4:04
10. Brazilian Sun – 4:38
11. Bisounours – 4:06
12. Honey or Tar – 2:08

## Gruppo
- Bianca Leilani Casady ("Coco")
- Sierra Rose Casady ("Rosie")